# 이동욱 (1968년)
이동욱(李桐旭, 1968년 12월 25일~)는 대한민국의 정치인이다. 민선 5·6·7기 대구광역시 북구의원, 민선 8기 대구광역시의원이다.

## 학력
- 동명국민학교 졸업
- 칠곡중학교 졸업
- 계성고등학교 졸업
- 금오공과대학교 기계공학과 졸업
- 경북대학교 정책정보대학원 정치학 석사 졸업

## 경력
- 박근혜 전대표 특보
- 도남초등학교 운영위원장
- 자유한국당 대구시당 북구 을 디지털위원장
- (주)대호디앤씨 부사장
- 엔에스 교육이사
- 대신포장건설 부사장
- 부정비리추방시민연대 대구·경북 사무총장
- 민주평화통일자문회의 북구지회 자문위원
- 안보포럼 중앙위원
- 국민희망포럼 대구기획본부장
- 여의도 연구소 정책자문위원
- 2010.07~2014.06 제6대 대구광역시 북구의회 의원
  - 2010.07~2012.07 제6대 대구광역시 북구의회 전반기 의회운영위원회 위원
  - 2010.07~2012.07 제6대 대구광역시 북구의회 전반기 행정자치위원회 위원
  - 2010.07~2012.07 제6대 대구광역시 북구의회 전반기 예산결산특별위원회 위원
  - 2012.07~2014.06 제6대 대구광역시 북구의회 후반기 의회운영위원회 위원
  - 2012.09~2012.09 제6대 대구광역시 북구의회 대구광역시 북구 국우터널 통행료 무료화 추진특별위원회 위원
  - 2012.07~2014.06 제6대 대구광역시 북구의회 후반기 주민생활위원회 위원
  - 2012.07~2014.06 제6대 대구광역시 북구의회 후반기 예산결산특별위원회 위원
- 2014.07~2018.06 제7대 대구광역시 북구의회 의원
  - 2014.07~2016.07 제7대 대구광역시 북구의회 전반기 도시건설위원회 위원
  - 2014.07~2016.07 제7대 대구광역시 북구의회 전반기 의회운영위원회 위원
  - 2016.07~2018.06 제7대 대구광역시 북구의회 후반기 행정자치위원회 위원
  - 2016.07~2018.06 제7대 대구광역시 북구의회 후반기 예산결산특별위원회 위원
  - 2018.05~2018.06 제7대 대구광역시 북구의회 후반기 부의장
- 2020.04~2022.06 제8대 대구광역시 북구의회 의원
  - 2020.04~2020.07 제8대 대구광역시 북구의회 전반기 행정문화위원회 위원
  - 2020.07~2022.06 제8대 대구광역시 북구의회 후반기 의장
- 2022.07~제9대 대구광역시의회 의원
  - 2022.07~제9대 대구광역시의회 전반기 교육위원회 위원장

## 수상
- 2017 지방의정봉사대상 수상

## 역대 선거 결과
|  | 21.74% |

|  | 53.16% |

|  | 22.32% |

|  | 72.29% |

|  | 76.99% |